# Oberster Patent- und Markensenat
Der Oberste Patent- und Markensenat (OPMS oder OPM) war eine zur Entscheidung über Rechtsmittel gegen bestimmte Entscheidungen des Österreichischen Patentamts zuständige Behörde. Er wurde mit der Verwaltungsgerichtsbarkeits-Novelle 2012, die am 1. Jänner 2014 in Kraft trat, aufgelöst. Seither entscheiden über Rechtsmittel gegen Entscheidungen des Patentamtes das Oberlandesgericht Wien und der Oberste Gerichtshof.
Ursprünglich entschied er nur über Berufungen gegen Endentscheidungen der Nichtigkeitsabteilung des Patentamtes. Er konnte nach der Patentrechts- und Gebührennovelle 2004 auch mit der Beschwerde gegen Beschlüsse der Rechtsmittelabteilung des österreichischen Patentamts angerufen werden. Seine Zuständigkeit erfasste auch Gebrauchsmuster-, Geschmacksmuster- und Schutzzertifikatsachen. Der OPMS hatte seinen Sitz in Wien; die Kanzleigeschäfte wurden vom Österreichischen Patentamt geführt. Der OPMS war eine kollegiale Verwaltungsbehörde mit richterlichem Einschlag, er galt jedoch als Gericht im Sinne der Europäischen Menschenrechtskonvention (EMRK) und des Rechts der Europäischen Union. Er war demnach auch gegenüber dem EuGH vorlagepflichtig.

## Besetzung
Der OPMS entschied in der Besetzung mit seinem Präsidenten, im Verhinderungsfall seinem Vizepräsidenten in aus fünf Mitgliedern bestehenden Senaten, die in Patentsachen aus dem Vorsitzenden, zwei rechtskundigen und zwei fachtechnischen Mitgliedern bestanden (§ 75 Abs. 1 PatG). Der Präsident und der Vizepräsident mussten dem Obersten Gerichtshof mindestens als Senatsvorsitzender angehören oder angehört haben. Auch für die weiteren Mitglieder galten hohe Anforderungen in Bezug auf ihre Berufserfahrung. Die Mitglieder des Senats führten für die Dauer ihres Amts den Titel eines „Rats des Obersten Patent- und Markensenats“. Sie wurden auf fünf Jahre berufen, Wiederberufung war zulässig. Die Besetzung des Senats mit Angehörigen des Obersten Gerichtshofs wurde als verfassungsrechtlich unbedenklich angesehen.

## Geschichte
Der OPMS ist im Jahr 1966 an die Stelle des früheren Patentgerichtshofs getreten und hat im Wesentlichen dessen Aufgaben übernommen. Die Abschaffung des Patentgerichtshofs war notwendig, da der Verfassungsgerichtshof die ihn betreffenden Bestimmungen als verfassungswidrig aufhob. Wesentlicher Kritikpunkt war, dass der Patentgerichtshof über Rechtsmittel gegen Entscheidungen einen Verwaltungsbehörde entschied, was mit der in Art. 94 B-VG vorgesehenen Trennung von Verwaltung und Justiz nicht im Einklang stand. Daher wurde der Patentgerichtshof durch den – als Verwaltungsbehörde zu qualifizierenden – OPMS ersetzt.
Mit 1. Jänner 2014 musste aufgrund der in der Verwaltungsgerichtsbarkeits-Novelle 2012 vorgesehenen Abschaffung des administrativen Instanzenzugs auch der Oberste Patent- und Markensenat aufgelöst werden. Aufgrund der Patent- und Markenrechtsnovelle 2014 entscheiden über Rechtsmittel gegen Entscheidungen des Patentamtes nunmehr das Oberlandesgericht Wien und der Oberste Gerichtshof. Grundlage hierfür ist Art. 94 Abs. 2 B-VG in der seit 1. Jänner 2014 geltenden Fassung, der ausnahmsweise auch einen Instanzenzug von Verwaltungsbehörden an ordentliche Gerichte zulässt.